# Gautama Buddha
Buddha, vlastním jménem Siddhártha Gautama, v páli Siddhattha Gótama (přibližně 564/3 př. n. l. v Kapilavastu /v páli Kapilavatthu/ nebo v Lumbiní – podle legendy zemřel 13. října 484/3 př. n. l. v Kušinagara /v páli Kusinára/). Podle théravádové tradice žil v letech 623–543 př. n. l. Byl zakladatel buddhismu. Jméno Buddha znamená probuzený, osvícený.
Podle tradice se narodil jako princ královského rodu Šákjů (proto je později nazýván Buddhou Šákjamunim). Do 29 let žil pohodlným životem syna místního vládce, oženil se (manželka Jasódhara) a měl syna (Ráhula). Poté – aniž by spatřil narozeného syna – opustil domov a věnoval se nejrůznějším praktikám, pomocí nichž chtěl dosáhnout osvobození z utrpení, které je spojeno s každou existencí, a z neustálého koloběhu znovuzrozování (sansára). Nakonec podle legendy ve věku 35 let objevil střední cestu, která se vyhýbá všem krajnostem, a dosáhl probuzení, konečného osvobození z utrpení a koloběhu životů. Následujících 45 let předával své učení, ať už mnichům (založil první mnišské společenství na světě), tak laikům. Zemřel u Kušinagary obklopen svými mnišskými následovníky.

## Historické předpoklady pro příchod Buddhy
Buddhismus je nejstarší univerzální náboženství. Vznikl před více než dvěma tisíci lety v severní Indii a trvale ovlivnil duchovní život a směřování země, v níž se zrodil. Dlouho předtím, než ve 13. století z Indie vymizel, se rozšířil v Číně a Japonsku, jihovýchodní Asii a Indočíně, Tibetu a později také v Mongolsku. Utvářel kulturu těchto zemí a dodnes je vedle svého náboženského významu určujícím elementem jejich filosofie, literatury a umění, politiky a hospodářství. Přibývá vlivu, který získávají buddhistické ideje v Evropě a Americe.

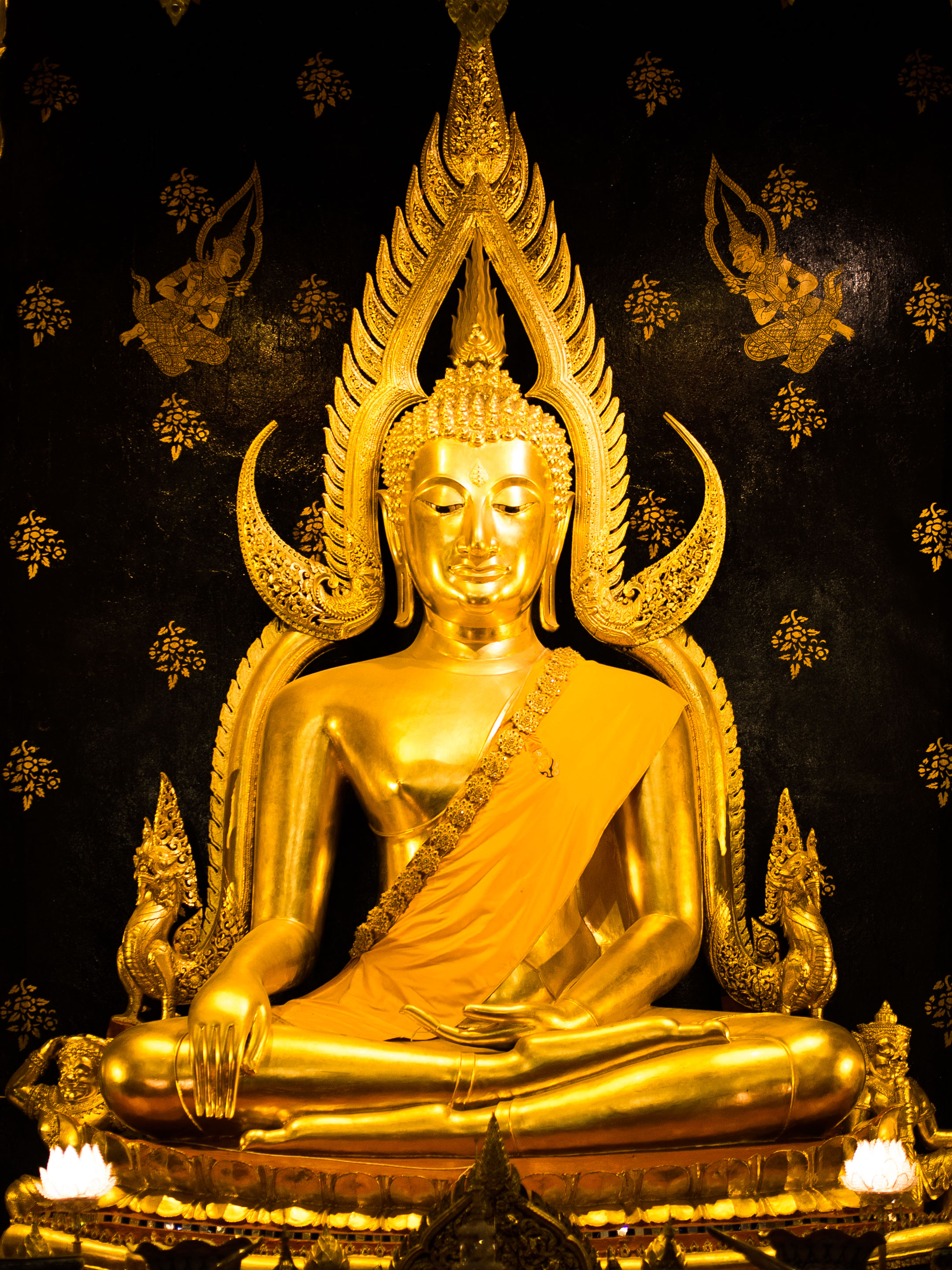
Socha Buddhy Gautamy, Wat Phra Si Rattana Mahathat v Thajsku

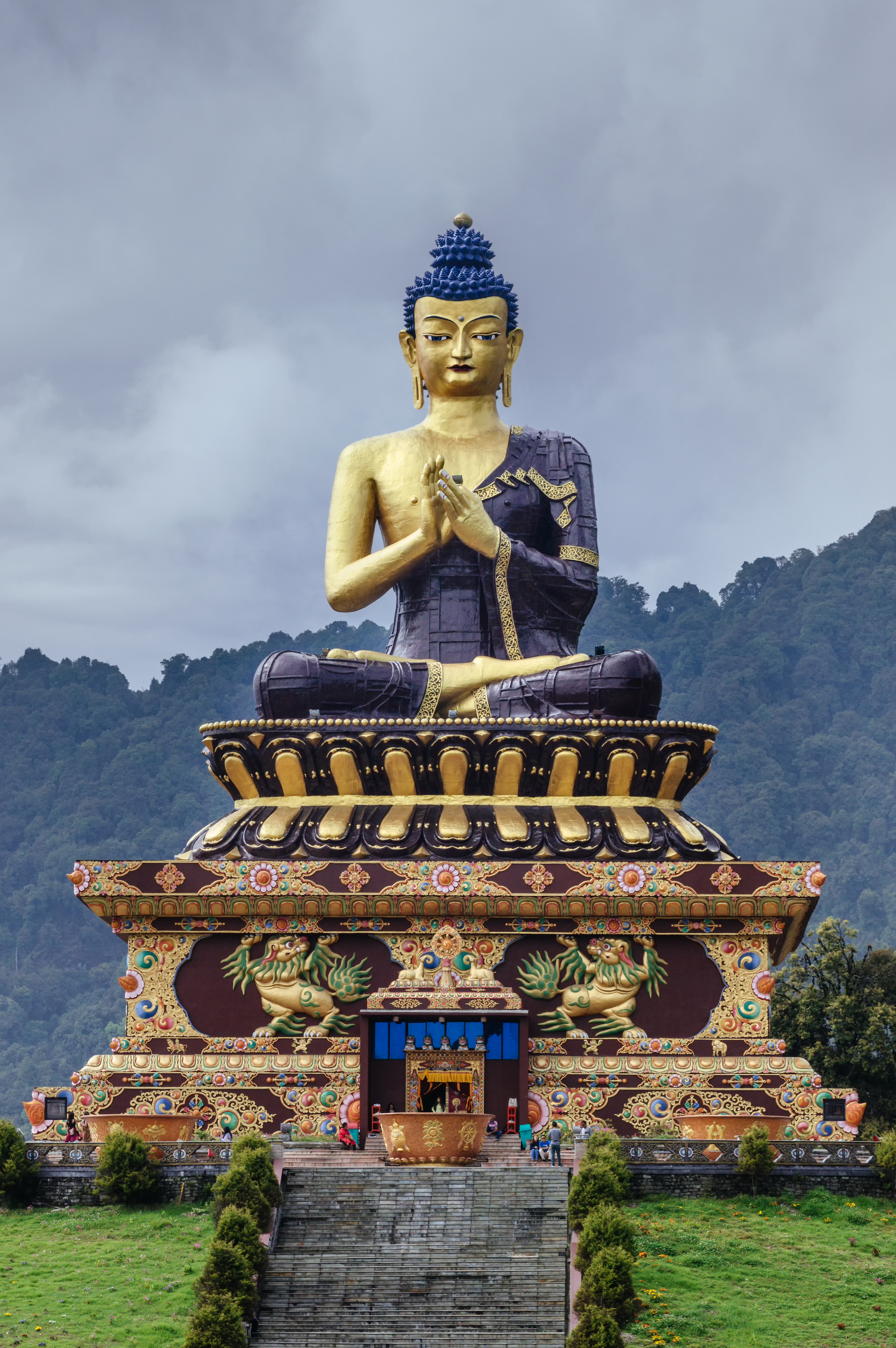
Velká socha Buddhy Gautamy v Sikkimu v dnešní Indii

Buddhistické hnutí má svého historického zakladatele v Gautamovi Siddhárthovi, který se nazýval Buddha, „Probuzený“. Na Západě se ovšem nestal známý pod svým vlastním jménem Siddhártha nebo příjmením Gautama, nýbrž právě pod titulem Buddha.
Nelze jednoznačně určit, kdy se Gautama narodil. Podle klasických biografií je sice možné chronologicky seřadit důležité události jeho života, ale prameny nedovolují přesné datování. Buddhistická tradice a výzkum kolísají ve svých předpokladech mezi 6. stoletím př. n. l. až polovinou 4. století př. n. l. V literatuře se běžně zasazuje Gautamův život přibližně do let 560–480 př. n. l., novější úvahy ale hovoří o pozdější době, totiž o 4. století př. n. l. Na severu Indie stály v té době proti sobě dva politické systémy: starší forma oligarchické republiky ve státech jako Liččhaví, Šákja a Malla byla konfrontována s královskými říšemi jako Magadha, Kóšala, Vatsa a Avanti s novou dědičnou monarchií. V těchto republikách byl horní vrstvou kasty válečníků volen regent, který se musel řídit rozhodnutími poradního shromáždění a podléhal jeho kontrole, kdežto v monarchii platila vůle panovníka. Zatímco ještě v předhůří Himálaje přetrvávaly republiky, v úrodných pánvích řek Gangy a Jamuny dominovaly monarchie. Vývoj ke koncentraci moci na jednu osobu odrážel hospodářský převrat: jestliže společnost chovatelů dobytka, kteří poháněli svá stáda přes volné pastviny, nepotřebovala silnou centrální moc, podporovalo naopak zemědělství postavení panovníka, který střežil hranice polí. V Gautamově době byly poslední republiky ještě omezeně autonomní. Stály pod hegemonií monarchií, kterým navíc postoupily právo na suverenitu.

### Předpoklady vzniku buddhismu v Indii

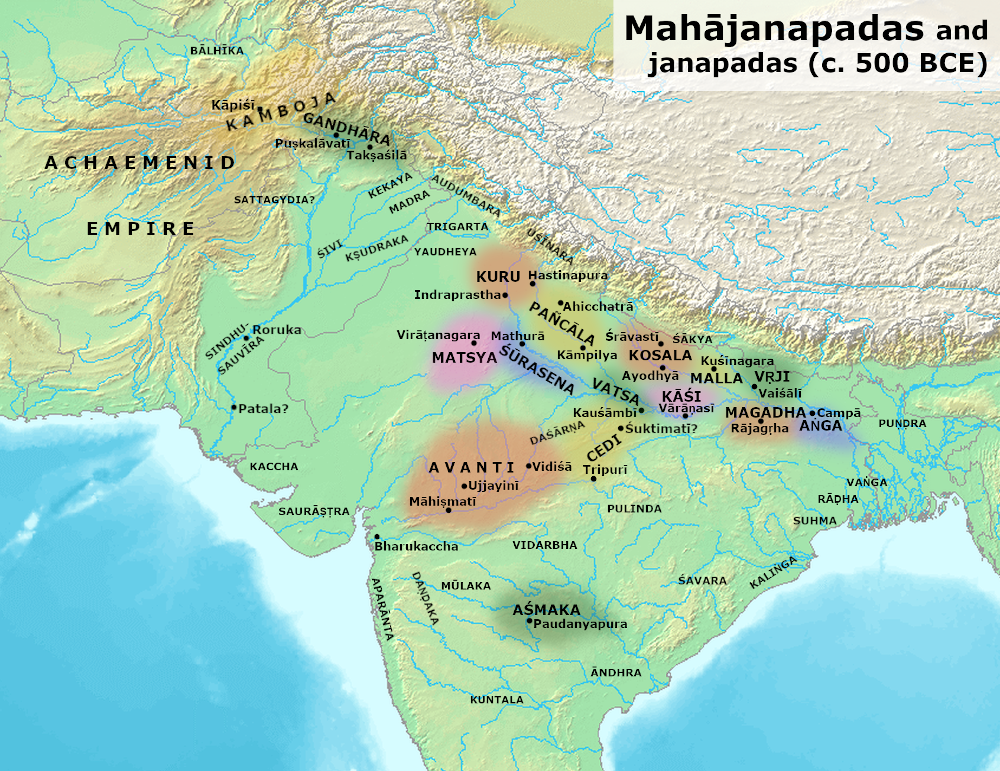
Indické státy v dobách Buddhy kolem roku 500 př. n. l.

Velké hospodářské a politické změny rozkolísaly normy, které v Indii platily celé tisíciletí, a připravily změnu hodnot, jež byla patrná na různých rovinách. V sociální oblasti se začalo měnit překonané pořadí kast. Indická společnost byla stavovsky uspořádána do kast válečníků, bráhmanů, obchodníků a zemědělců. Dokud kasta válečníků v republikách volila regenty ze svého středu a kolektivně střežila jejich úřadování, prohlašovala se za horní vrstvu. Ale přechod moci na panovníka, který svou vládu předával dědici, znamenal ztrátu významu válečnického stavu. Místo něho usilovali bráhmani o uznání své kasty za nejvyšší v pořadí. Bráhmani drželi monopol náboženského kultu, jehož praxe spočívala v obětování bohům. Komplikovaný ceremoniál kultovních úkonů, hymnů a svatých formulí se předával jen uvnitř kasty. Jedině bráhmani znali védy, texty zvěstování o bozích a jejich rituálech, a mohli přimět vyšší mocnosti k žádané pomoci. Ale lidé nové zemědělské a městské kultury už neměli k božstvům, jež ztělesňovala přírodní síly, bezprostřední vztah jako dřívější generace chovatelů dobytka. V požadavku po zhodnocení svého sociálního postavení lze proto poznat pokus zajistit kněžskému stavu bráhmanů vážnost, kterou už sám o sobě neměl. Značně nesrozumitelný rituál a mýty starých bohů nenabízely odpovědi na existenciální otázky, které v této převratné době byly kladeny.
Tak vznikalo nezávisle na kultu bráhmanů množství nových mytických a filosofických výkladů světa. Jejich nositeli a šiřiteli byli šramani, poutníci bez majetku a vazeb, kteří žili z darů usedlého obyvatelstva. Stoupající zemědělské výnosy, řemesla a obchod ve městech umožňovaly živit velké hnutí poutníků v bezdomoví. Společnost usedlých obyvatel je nepovažovala za obtížné zlo, byli přijímáni se zvědavostí a vážností. V této době ekonomických, sociálních, politických a náboženských změn byla silná potřeba způsobu života, jenž odvrhl rodinné svazky, stavovské povinnosti a majetek. Kruhy šramanů usilovaly o nová pořadí hodnot, která nabízela orientaci nejdříve jednotlivým tazatelům a později i široké obci. Také bráhmani dosáhli svého uznání za nejvyšší vrstvu jen tím, že pro své obětní kulty našli filosofickou bázi, která se opírala o učení šramanů, o čemž svědčí literatura upanišad.
Osobnost Gautamy stojí v ohnisku těchto změn: jako příslušník vládnoucího válečnického rodu v republice zažil pád starého řádu. Jako vůdce velkého hnutí mezi poutníky v bezdomoví se podstatně podílel na kritice překonaných hodnot a na formulování nových.

## Život Gautamy Buddhy

### Gautamovo narození a mládí

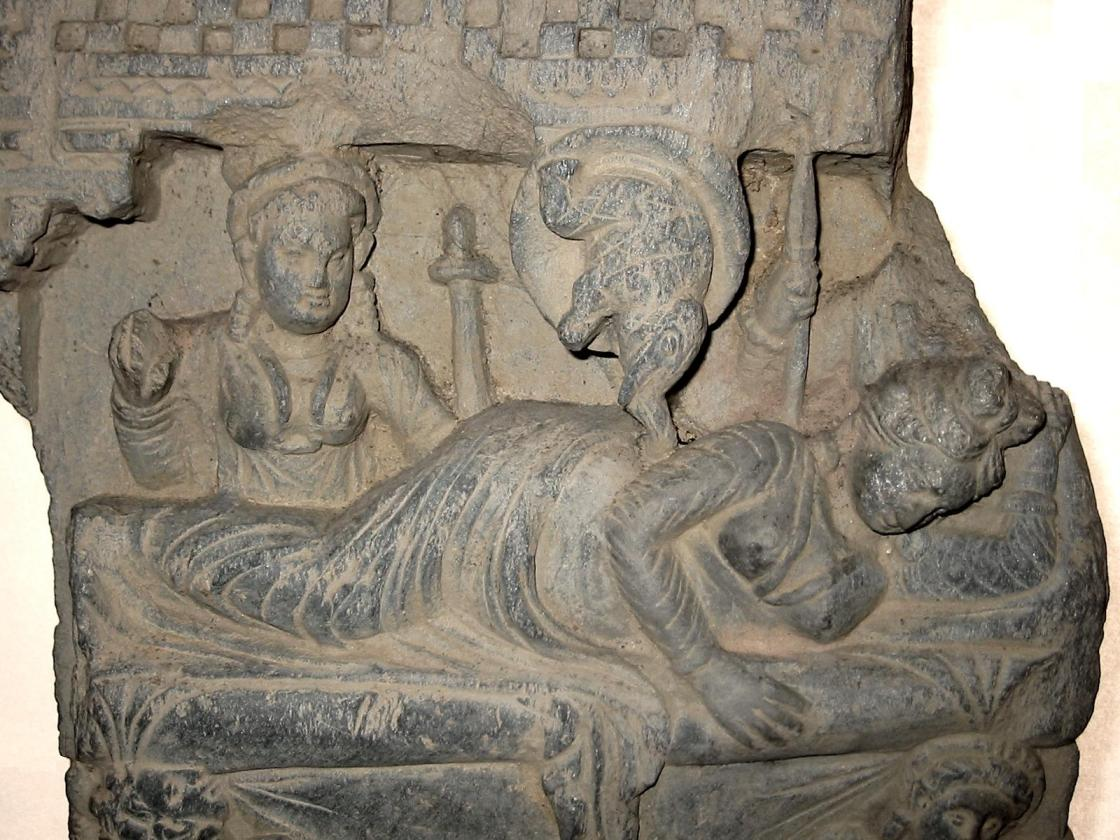
Zpodobnění snu Buddhovy matky, královny Máji, Gandhára, 2.–3. století př. n. l.

Gautamova rodina patřila k Šákjům, rodu válečníků, který vládl ve stejnojmenné republice. Republika Šákja ztratila svou plnou suverenitu a byla poslušna monarchům z Kóšaly. Gautamův otec Šuddhódana byl jako zvolený regent republiky v jejím hlavním městě Kapilavastu pověřen vedením toho, co zbylo jako okleštěná autonomie, pravděpodobně předsednictvím civilní správy, vybíráním daní a soudnictvím.
Regent republiky byl označován slovem rádža stejně jako panovníci dědičné monarchie. To mohlo vést k legendě, že Gautama byl královským synem. Pozdější epochy s tím spojovaly své představy o životě prince. Ale paláce, o nichž mluví tradice, byly sotva něco víc než cihlové stavby, které se od hliněných domů ve městě ovšem lišily také rozměry – délkou a výškou. Vedle svých politických úkolů vedl rádža často také své vlastní hospodářství. V domě rádži z Kapilavastu bydlela velká rodina: Šuddhódana byl ženatý se sestrami Májou a Mahápradžápatí Gautamí, příslušnicemi rodu Šákjů, v domě tedy žili pravděpodobně rádžovy ženy a další příbuzní. S Májou měl Šuddhódana syna Gautamu, s Mahápradžápatí Gautamí syna Nandu a dceru Sundarínandu. Vedle členů rodiny patřila ke dvoru a domácnosti čeleď, která pomáhala udržovat rádžův blahobyt.
Legenda praví, že rádžově manželce, podle legendy královně, Máje se před Buddhovým početím zdálo, že jí do pravého boku vstoupil bílý slon. Věštci vyložili sen jako znamení, že královna porodí výjimečného člověka. Podle klasických textů se Gautama narodil, když byla těhotná Mája na cestě z Kapilavastu do svého otcovského domu: během odpočinku v háji u Lumbiní, vesnice v dnešním Nepálu, došlo k porodu, při kterém se zpříma stojící a jásavě zpívající matka držela větve. Gautama dostal jméno Siddhártha. Sedm dní po porodu Mája zemřela a její sestra Mahápradžápatí Gautamí, jejíž syn byl jen o pár dní mladší než Gautama, nahradila dítěti matku.

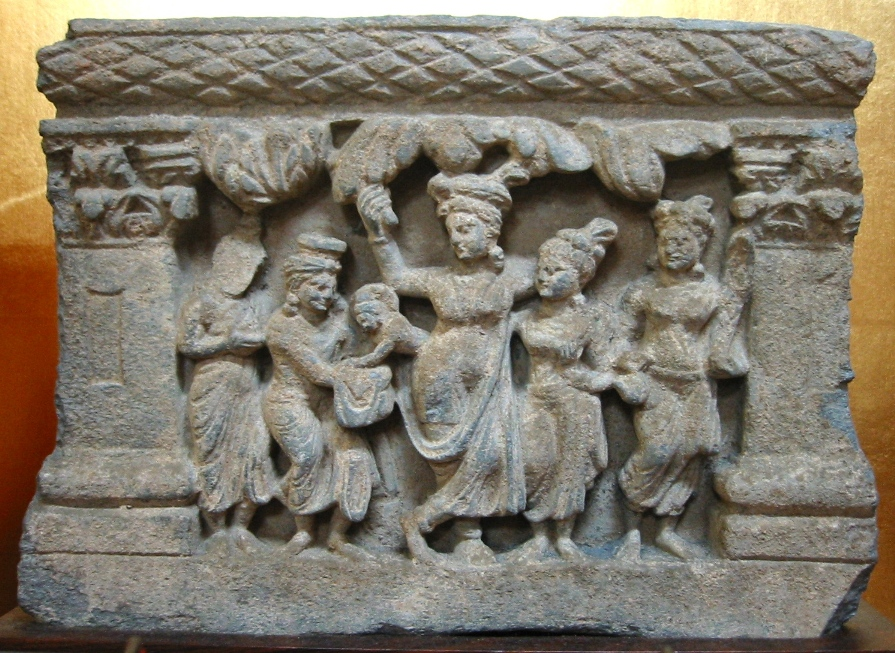
Gautamovo narození, Gandhára, 2.–3. století př. n. l.

Gautama prožil dětství a mládí v dobovém luxusu: Žil jsem zhýčkaně, velmi zhýčkaně, nanejvýš zhýčkaně. U domu mého otce mi nechali zřídit lotosové rybníky: na jednom místě kvetly modré, na jednom bílé, na jiném červené lotosové květy; a to vše jen pro mne. Nepoužíval jsem jiné masti než z Benaresu. Z Benaresu pocházel šátek, pokrývající mou hlavu, má kazajka, mé spodní prádlo, můj přehoz. Ve dne v noci nade mnou drželi bílý deštník, aby mne neobtěžovaly chlad, horko, prach, stébla trávy nebo rosa.
V šestnácti letech oženili Gautamu s šákijskou dívkou Jašódharou. Později bude učit: Neznám žádné tělo, žádný hlas, žádnou vůni, žádnou chuť, žádný dotek, které poutají mysl muže tak jako tělo, hlas, vůně, chuť a dotek ženy. Neznám žádné tělo, žádný hlas, žádnou vůni, žádnou chuť, žádný dotek, které poutají mysl ženy tak jako tělo, hlas, vůně, chuť a dotek muže.
Gautama se ve svém mládí neoddával jen požitkům. Brzy se musel zabývat právem a správou. To, že se později prokázal jako zkušený organizátor a zákonodárce své obce stejně jako šikovný taktik v rozšiřování své nauky ukazuje, jak se v mládí podílel na povinnostech příbuzných.
V době mládí byl Gautama zcela zaujat pomíjivostí všech věcí. Uvádí: Když jsem ještě žil v domě, přijímal jsem, co vstupovalo do vědomí pěti smysly: zrak těšily viditelné postavy, ucho tóny, čich vůně, chuť šťávy, tělo doteky, jak to je vítané, milé, příjemné a žádoucí (…) Po čtyři měsíce období dešťů mě obklopovaly hudebnice a já jsem neopouštěl palác. Pak jsem poznal podle pravdy, jak smyslové radosti vznikají, co je na nich štěstím a utrpením a jak jim lze uniknout.
To, o čem zde Gautama promlouvá, se stalo důležitým aspektem nauky: pomíjivost všech věcí kalí radost z nich a činí je strastiplnými pro toho, kdo prohlédne. K postřehu, že žádné prožitky a věci nejsou trvalé, přistoupilo v mládí poznání, že také on sám jako člověk je pomíjivý. V tomto zhýčkaném životě mě napadla myšlenka:„Nevědomý člověk, jenž je podroben stáří, nemoci, smrti, aniž by jim mohl uniknout, je sklíčen, zděšen a zhnusen, když vidí starce, nemocného, mrtvého; avšak na sebe sama při tom nemyslí. Ale i já podléhám stáří, nemoci, smrti a nemohu jim uniknout. Nebylo by správné, kdybych při pohledu na staré, nemocné, mrtvé nebyl sklíčen, já, který podléhám stáří, nemoci, smrti a nemohu jim uniknout.“ Zatím co jsem o tom přemýšlel, zmizelo mé opojení mládím, zdravím a životem.
Proti vnímání subjektivní pomíjivosti a prchavého charakteru všech věcí stály spontánní prožitky vnitřní svobody: Vzpomínám si, že když byl můj otec Šákja zaměstnán, seděl jsem v chladivém stínu jambovníku. Daleko od neprospěšných věcí dosáhl (…) jsem radosti a štěstí (…). Gautama nechtěl prožívat jen náhodně takové okamžiky, ve kterých už pomíjivost světa a vlastní bytosti nehrají roli. Doufal, že kontrolou a nakonec překonáním každé žádosti ujde utrpení, které pociťoval v důsledku touhy po pomíjivých radostech: Bylo mi jasné: štěstí a radost vznikají na světě skrze prožitky. Ale je ubohé, že svět je pomíjivý, strastiplný a podléhá změně. Únik z toho je ovládnutí a vzdání se žádosti.
Gautamovo zdůraznění prchavosti všech fenoménů a jeho touha po ustání žádosti neprozrazují žádnou rezignaci. Byl naopak přesvědčen, že za vznikáním a zanikáním jsou jiné, cennější zkušenosti: Toužil jsem (…) po tom, co podléhá zákonu zrození, stárnutí, nemoci a smrti, starostí a chyb. Pak jsem uvažoval: proč usiluji o to, co podléhá tomuto zákonu? Neměl bych raději usilovat o to, co tomuto zákonu nepodléhá, o nejvyšší mír (…), protože jsem poznal nevýhody toho všeho?

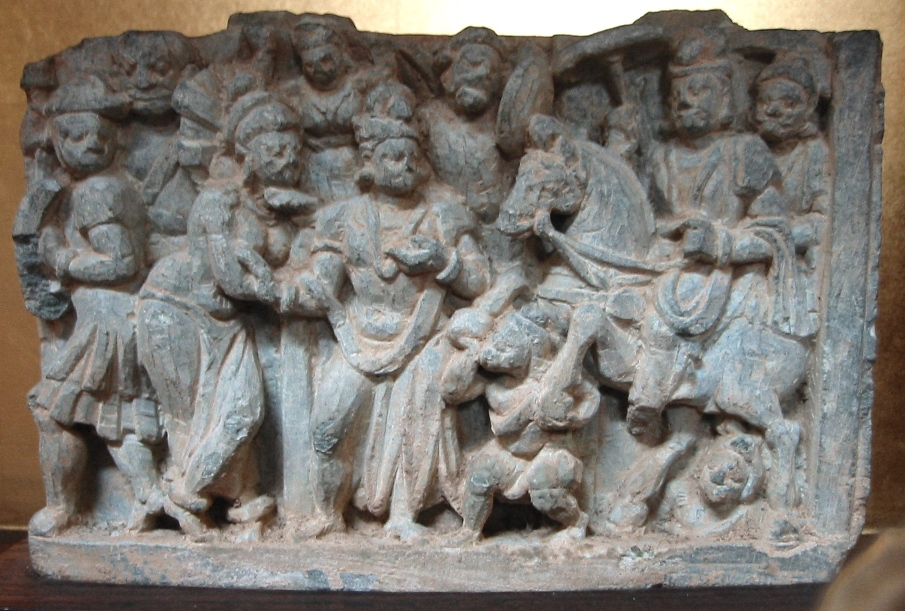
Gautama odchází z královského paláce, Gandhára, 2.–3. století př. n. l.

Gautama zjistil, že uprostřed rodinných vztahů a sociálních povinností se dá sotva uskutečnit jeho touha po tom, co nepodléhá pomíjivosti. Tu jsem uvažoval: dům je vězení, špinavé místo. Šramana žije pod širým nebem. (…) Nemám si ostříhat vlasy a vousy, obléci žluté roucho a putovat do bezdomoví? Rádžova rodina snad s těmito plány souhlasila jen pod podmínkou existence dědice, neboť Gautama provedl tento krok teprve po narození syna Ráhuly: Po nějakém čase, byl jsem ještě mladý a tmavovlasý, v plné síle mládí, jsem si nechal proti vůli mých naříkajících rodičů ostříhat vlasy a vousy, oblékl jsem žluté roucho a odešel do bezdomoví.
Podle legend bylo Gautamovi v době jeho odchodu 29 let. Později se také vytvořila známá legenda o třech znameních, která se mladému Gautamovi ukázala, aby mu vyjevila strastiplnost lidské existence. Pozdější Buddha je na svých zábavných jízdách třikrát hluboce otřesen setkáním s pomíjivostí. Spatří starého muže, zlomeného, zkřiveného, opírajícího se o berle, jak se vrávoravě vleče, neduživý a vrásčitý. Později vidí nemocného, jenž leží pošpiněn zvratky a močí, ošetřován a nošen jinými. Nakonec je tváří v tvář pohřebnímu průvodu konfrontován s mrtvolou. V rozhovoru se svým kočím pozná, že ani on sám nemůže uniknout stáří, nemoci a smrti. Ačkoliv rádža vyplní každé přání svého syna, aby ho zadržel, setkání se šramanou ho podnítí k odchodu do bezdomoví.
Je možné, že tato vyprávění vyplynula z Gautamova pozorování a postupného uvědomování si nejistoty života. Pochopil, že luxus, který si dopřával on a jeho příbuzní, stojí na nejistém základě. Avšak ve svých pocitech nebyl Gautama osamocený, o náladě zániku svědčí i to, že po Gautamovi volili cestu do bezdomoví také někteří z jeho příbuzných, mezi nimi pěstounka, nevlastní sourozenci, syn Ráhula a bratranci Ánanda a Dévadatta. Mnozí, kteří později putovali s Gautamou jako šramani, byli válečníci, jen někteří pocházeli z rozvíjející se obchodnické kasty, ačkoli právě z ní pak vzešli početní přívrženci a pokračovatelé jeho hnutí. Osvobození od majetku a vazeb se jevilo Gautamovi i mnohým válečníkům jako alternativa ke svobodě v bohatství a moci, jejichž pomíjivost byla v tehdejších dobách pociťována víc než kdy jindy.

### Šramana Gautama

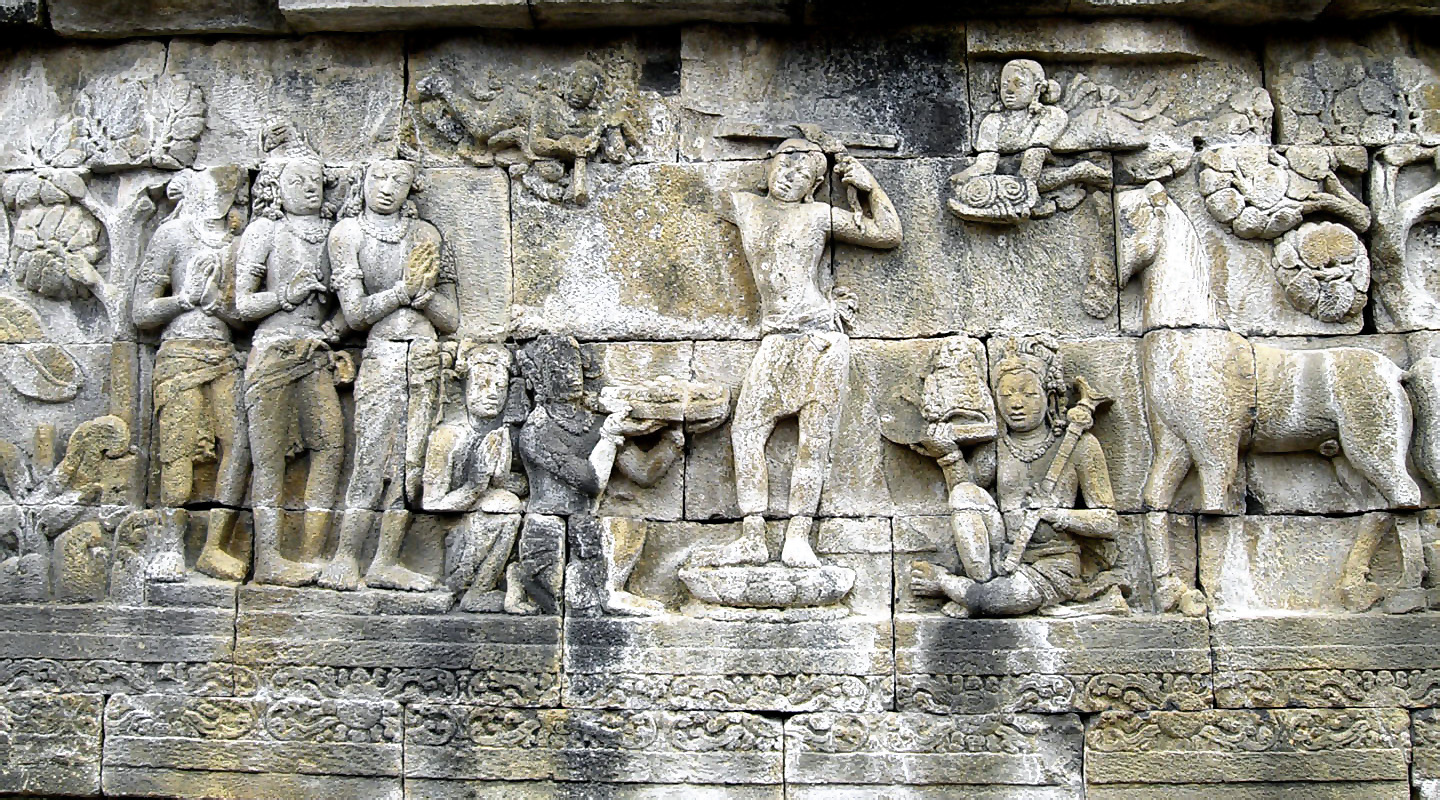
Siddhártha si stříhá vlasy a stává se asketou, Borobudur, 8. století

Gautamovo hledání toho, co nepodléhá zákonu pomíjivosti, trvalo šest let. U poutníků v bezdomoví se setkal s rozdílnými naukami, neboť společné obsahy nebyly tím, co šramany sjednocovalo. Spojující prvek spočíval ve zřeknutí se postavení v kastovním řádu, majetku a povinností rodinného života. Jinak zastupovali protichůdné teorie a praktiky: našli se věštci a čarodějové, učitelé vysvobození, filosofové a asketi.
Jestliže způsob života šramanů přitahoval zpočátku jen jednotlivé árijce, v Gautamově době již bezdomoví znamenalo pro mnohé alternativu nehybnosti kastovního systému. Z válečníka nebo obchodníka se ani při nejsilnějším zájmu o náboženství nemohl stát bráhman, obětující bohům. Ale cesta do šramanství byla svobodou v protikladu ke kastovnímu řádu, který každému od narození určil jeho povinnosti. Stav šramany, do něhož vstoupil Gautama, se už dávno neomezoval na ty, kteří se v divočině oddávali šamanským disciplínám. Archaické praktiky se rozvinuly do komplexních systémů a šramani dávno připadli na nové ideje, které byly v rozporu s původními drávidskými a árijskými tradicemi a ovlivňovaly bráhmanské filosofie.
Šramané se těšili podpoře u obyvatelstva, jelikož rozvíjeli nejrůznější filozofické teorie, které se snažily nalézt odpovědi na nejzákladnější existenciální otázky, každý si tak mohl vybrat mezi mnoha různými druhy teorií dle svého osobního zaměření. Šramanské filosofie tak sahaly od nejryzejšího materialismu až po čistý teismus.
Spekulující či skeptičtí teoretikové přitahovali Gautamu právě tak málo jako šramani, kteří se zabývali předpovídáním, zaklínáním duchů nebo zaříkávacími formulemi. Jeho problém pomíjivosti všeho existujícího byl problémem náboženským. Teistické přístupy nabízely řešení, které ho neuspokojovalo. Šramanům, kteří všechno odvozovali z tvorby boha Išvary, odpovídal: Takže na základě stvoření boha Išvary by byli lidé vrazi, zloději, hanebníci, lháři, udavači, posměváčci, žvanilové, lakomci, nevraživci a bloudi.
Gautama trpěl pomíjivostí a tento stav nevyžadoval vysvětlení, nýbrž zkušenosti, které by z něj ukázaly cestu. Někteří šramani nabízeli nauky o vysvobození, jež takové zkušenosti slibovaly. Vycházeli při tom z ideje znovuzrozování, podle níž smrt každé bytosti vede k novému zrození. Pro tyto učitele vysvobození stály lidské činy a nekonání ve středu pozornosti. Jen když je zde svoboda konání, které není určováno ničím předchozím, je myslitelný únik z koloběhu zrození a smrti. Gautama se připojil k Árádovi Kálámovi a Udrakovi Rámaputrovi, dvěma učitelům vysvobození, kteří tvrdili: Moje nauka je taková, že ji rozumný člověk rychle pochopí a sám se může stát mistrem. Cesta Árády Kálámy měla vést do sféry ničeho. Ještě dále šel Udraka Rámaputra, jehož metoda vedla k hraniční sféře vnímání a nevnímání, ke stavu, při němž mizí i vědomí, že člověk předtím vnímal (jedná se o meditační stavy později v buddhismu označované jako arúpa džhány).
Jak se traduje, Gautama po krátké době uskutečnil učení těchto šramanů, na základě toho mu nabídli vedoucí postavení ve svých obcích. Gautama akceptoval takové výjimečné psychické stavy, které existovaly při ústupu posledních zbytků subjektivity, nikoli však jako cestu ze znovuzrozování. Po těchto zkušenostech se Gautama nachází mezi šramany, kteří chtějí dosáhnout vysvobození ze znovuzrození nebo zlepšení postavení v hierarchii bytostí extrémní askezí. Někteří doufali, že důsledným přijetím zvířecích forem chování se zrodí mezi bohy: psí asketi lezli po čtyřech, choulili se k spánku a jedli pouze vleže na zemi. Imitovali také jiná zvířata v naději, že ponížení za života vede po smrti k vzestupu. Gautama snad dočasně něco podobného zkoušel, neboť vypráví: Chodil jsem k dobytčím stájím, když byli pastevci pryč, živil jsem se výkaly mladých, sajících telat. Jedl jsem také nestrávené zbytky v mých lejnech.

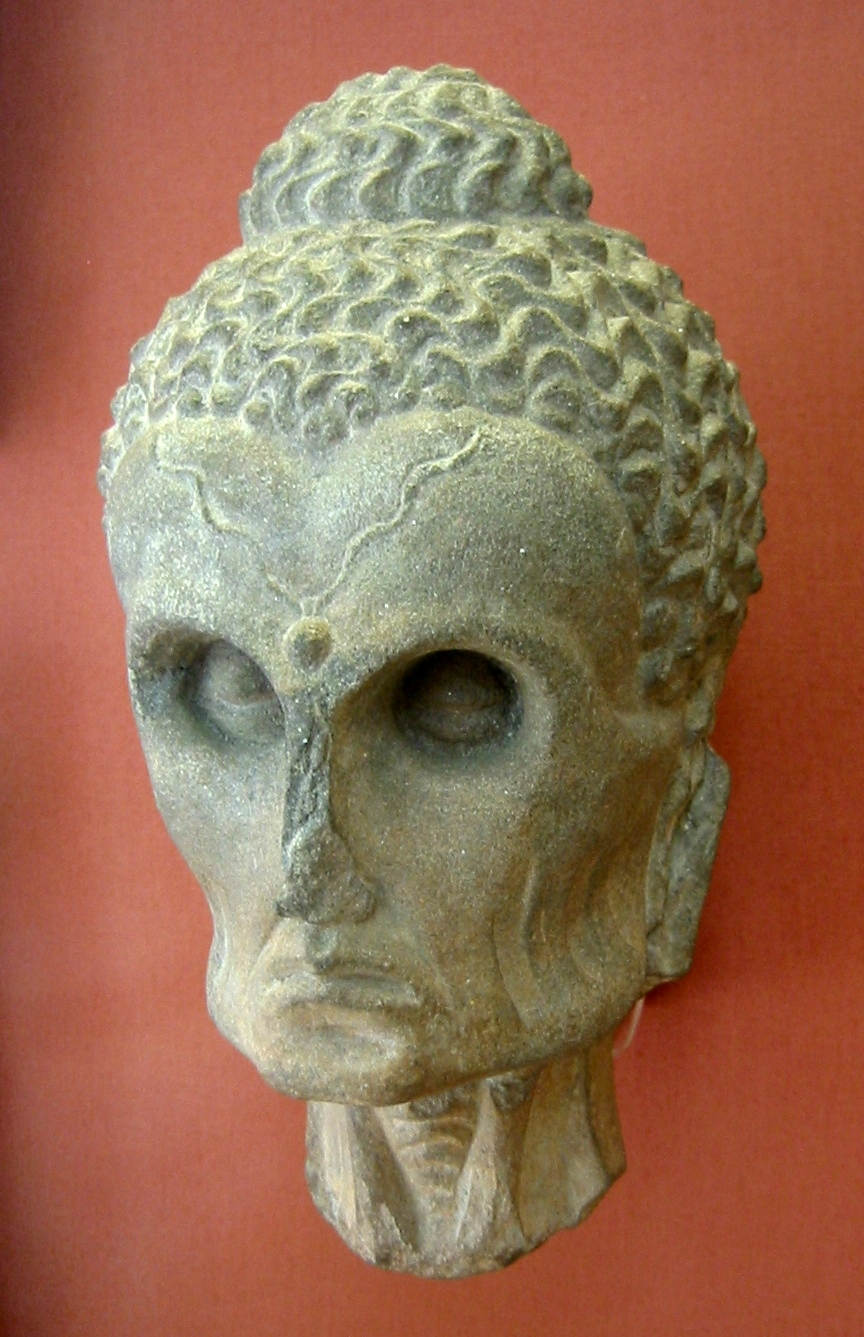
Tvář Buddhy v době přísné askeze

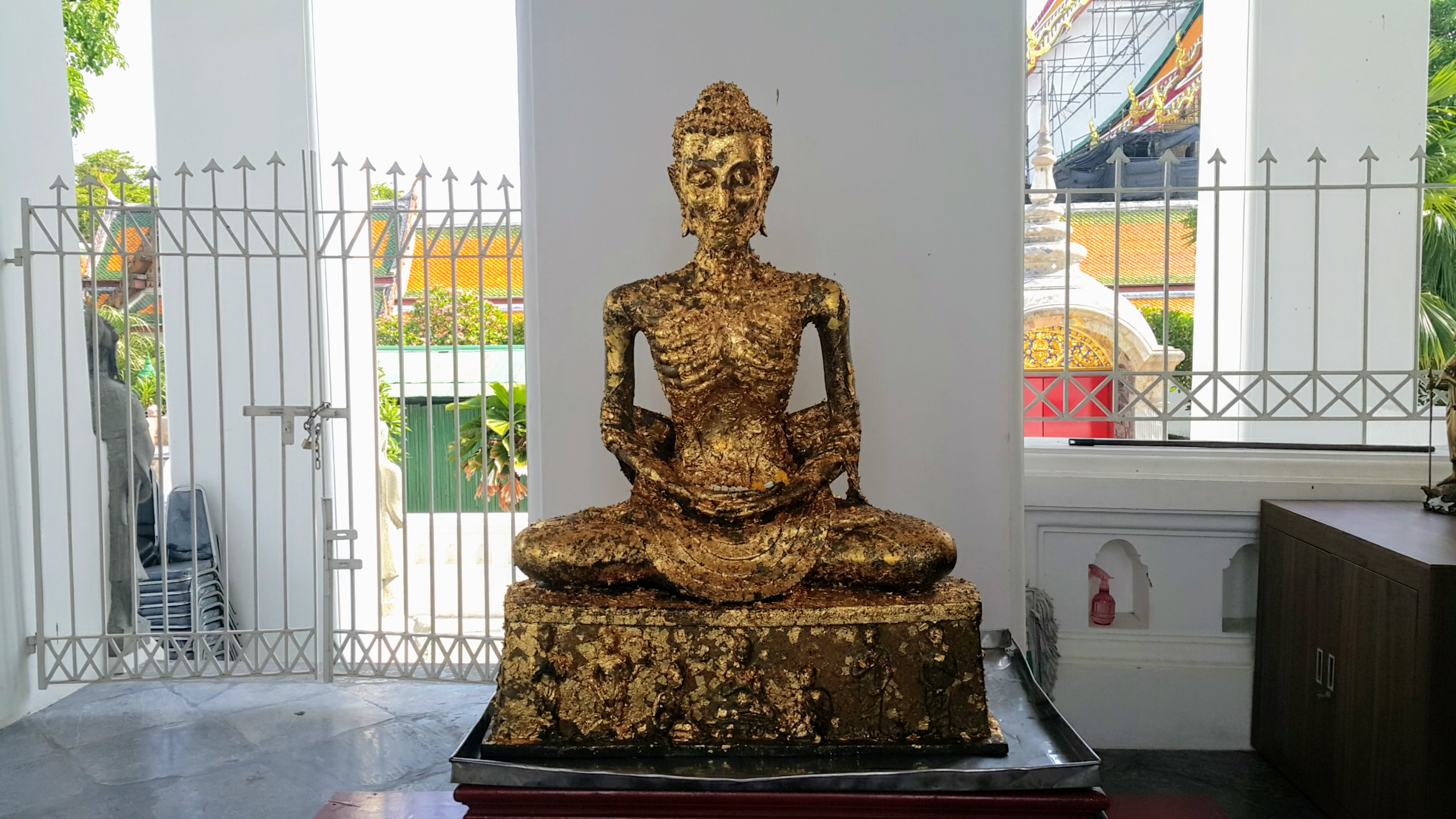
Buddha provádějící přísnou askezi, socha v thajském Bangkoku

Jiné asketické představy věřily, že pohrdáním pomíjivým tělem se dosáhne osvobození trvalého džívy, jenž je s tělem svázán. Gautama se pokusil také o tuto cestu. To byla má trýzeň: běhal jsem nahý(…). Z mnohaleté špíny na mém těle se stala vrstva jako na pahýlu stromu. Nemyslel jsem na to, abych se očistil nebo nechal očistit od špíny. Sám se tím snad vydal na scestí, neboť ve světě šramanů, bohatém na zvláštnosti, se setkával s výsměchem. Šel jsem na pohřebiště a udělal jsem si lože z kostí. Tu přišli pastevci a plivali na mě, močili na mě, házeli po mně lejny a strkali mi stébla trávy do uší.
Podle Gautamových popisů cvičení, která prováděl ke konci svého hledání, lze soudit, že šlo právě o džinistická nebo tímto směrem inspirovaná cvičení. Podle džinismu vedou ke špatnému zrození i neúmyslné činy jako např. náhodné zašlápnutí hmyzu. Osvobození lze dosáhnout jen eliminací všech negativních činů, i neúmyslných. Stoupenci džinismu se proto snažili kontrolovat veškeré tělesné pohyby, také Gautama se podrobil této disciplíně: Našlapoval jsem pozorně a všímal jsem si pln soucitu dokonce vodní kapky, abych nezranil ani nejmenší bytosti, které zde zabloudily.
Džínisté se věnovali také praktikám potlačujícím životně důležité tělesné funkce. Gautama cvičil zadržení dechu nosem nebo ústy, jak dlouho jen to bylo možné. Popisuje, jak toto cvičení vedlo k pocitu, že mu vzduch proudí uchem. Když se mu podařilo udržet kontrolu nad tímto procesem, zdálo se mu, že vzduch vychází z rukou a nohou. Pokusy vedly k bolestem, jako by nějaký silný muž navrtával dýkou lebku (…), jako by řezník rozřezával nožem břicho (…), jako by mě dva silní muži vhodili do jámy se žhavým uhlím.
Podobně Gautama také začal redukovat své jídlo na minimální množství. Skrovnou stravou jsem velmi zhubl. Když jsem se chtěl dotknout kůže svého břicha, nahmatal jsem obratle; když jsem se chtěl dotknout obratlů, nahmatal jsem kůži břicha. Tak těsně přiléhalo skrovnou výživou mé břicho k obratlům. Když jsem se chtěl vyprázdnit, převrátil jsem se slabostí dopředu. Když jsem si třel rukou údy, abych posílil tělo, vypadávaly mi v důsledku skrovné výživy chlupy na těle, uvolněné z kořínků.
Gautamovo rigorózní cvičení z něj učinilo vzor pro ostatní askety. Doprovázelo jej pět šramanů – Kaundinja, Ašvadžit, Váspa, Mahánáma a Bhadradžit, kteří doufali: „Když šramana Gautama najde pravdu, sdělí nám ji.“ Ale Gautama pochyboval o nastoupené cestě. Ačkoliv si byl jistý, že na sebe vzal nejkrajnější utrpení, jaké kdy
šramana podstoupil, necítil se být blíže svému cíli. V blízkosti smrti, kam jej přivedl půst, byl konfrontován s pomíjivostí těla, aniž by pocítil vytouženou zkušenost osvobození. Cesta askeze se zdála nesmyslná. Později řekl Gautama o sebetrýznění džinistů, že jej nelze za žádných okolností uspokojivě odůvodnit: Jestliže štěstí a utrpení závisí na činech v minulých životech, byli džinisté dříve zločinci, protože teď tolik trpí. Jestliže radost a utrpení určuje stvořitel, byl to zlý stvořitel, kdo džinisty stvořil. Jestliže radost a utrpení závisí na náhodě, byla to zlá náhoda, která džinisty postihla. Způsobuje-li radost a utrpení zrození, potkalo džinisty špatné zrození. Závisí-li radost a utrpení na úsilí v tomto životě, je úsilí džinistů v tomto životě špatné. Gautama se rozhodl opět normálně jíst a přestal být proto vzorem pro svých pět druhů. Neporozuměli změně v jeho smýšlení a opustili jej.
Odvrácení od askeze bylo po rozhodnutí stát se šramanou druhým velkým bodem obratu v Gautamově životě. Jako se rozloučil s luxusem, který mu nabízel blahobyt v rádžově domě, opustil nyní strastiplné praktiky šramanů, hledajících spásu. Jeho cílem se stala střední cesta z utrpení pomíjivosti, která se vyhýbá extrémům světského života a odříkání.

### Probuzení

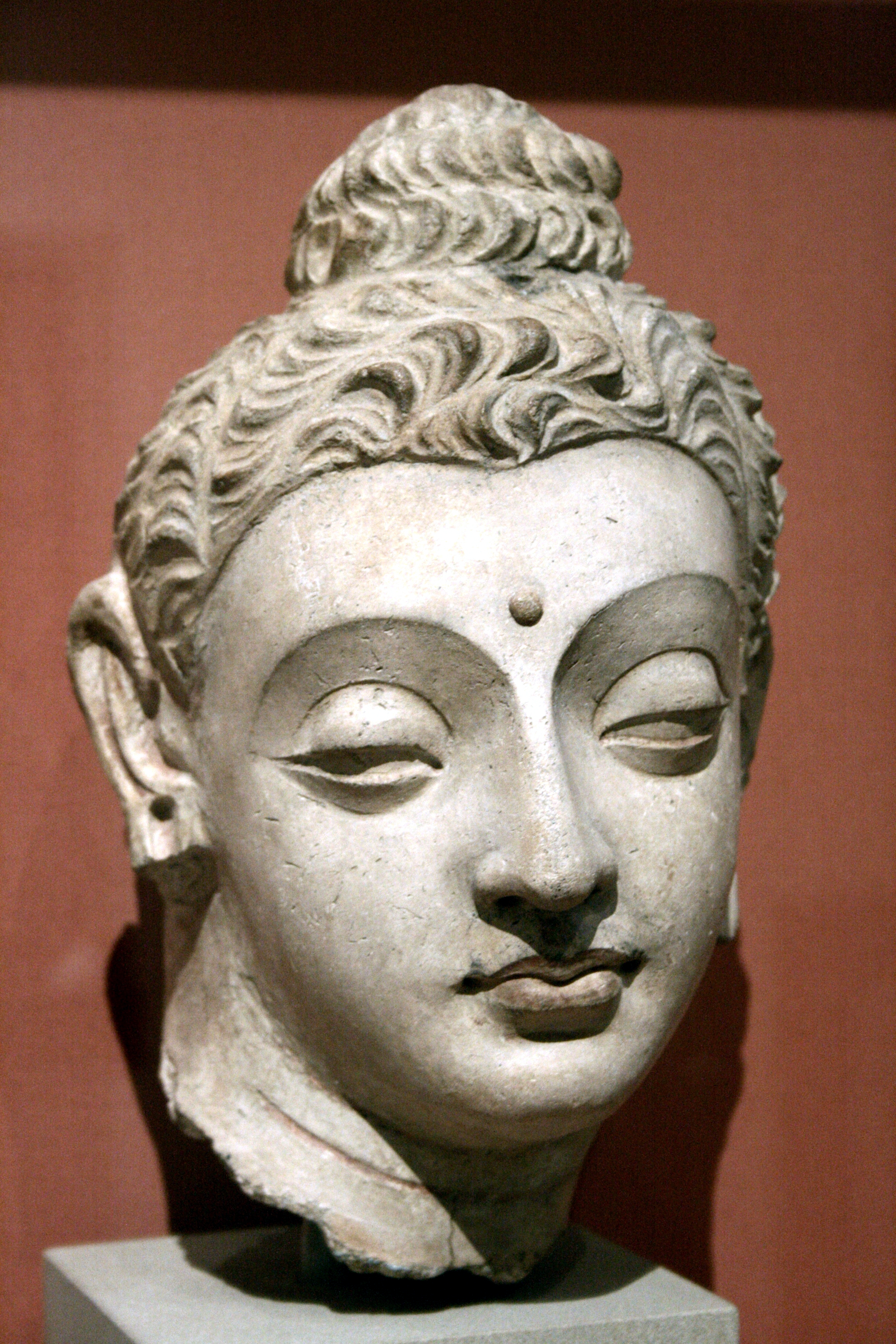
Hlava Buddhy, Hadda, Afghánistán, Gandhárské umění

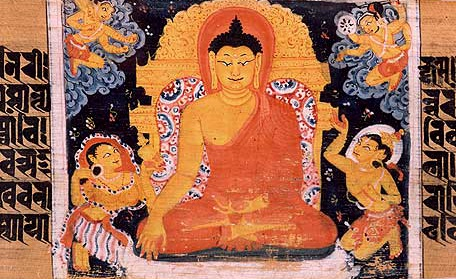
Buddha obklopený Márovými démony, výjev na palmovém listě, Nálanda, Bihár v Indii

Šramana, hledající spásu, žil pro okamžik, kdy by se mohl cítit vysvobozen ze znovuzrozování a kdy by netrpěl pomíjivostí. Gautamovo objevení střední cesty je probuzením, on sám je od té doby nazýván probuzeným (Buddhou), slovem, které naznačuje, že se pozvedl ze snové existence člověka, potácejícího se v radosti a bídě pomíjivosti.
K probuzení prý dospěl Gautama během jednoho dne. Během doby svého hledání putoval Gautama v zemi Magadha z místa na místo a došel až do blízkosti pevnosti Uruvéla. Tam jsem viděl pěkné místo, klidný háj s průzračnou řekou, vhodnou ke koupání. Zastavil se u řeky Néraňdžará v okolí dnešní vesnice Bódhgaja, vychrtlý půstem a konfrontován se smrtí. Líčení personifikuje smrt jako Máru („smrt“), postavu, která žárlivě střeží, aby jí bytosti zůstaly podrobeny v koloběhu znovuzrozování (samutpáda). Jak Gautama uvádí, Mára k němu hovořil: „Hubeně a ošklivě vypadáš, blízko smrti. Tisíce tvých částí je již mrtvých, jen jedna ještě žije.“ Mára se nabídl, že jej ušetří, když se vzdá svého úsilí, ale Gautama vytrval v hledání východiska z koloběhu zrození a smrti. Když Mára ustoupil, poznal Gautama, že celé sebetrýznění nevedlo k ničemu. Ptal se, zda je snad ještě jiná cesta, a nalezl odpověď ve vzpomínce na zážitek z mládí. Příhoda, na kterou si vzpomněl, hrála pravděpodobně důležitou roli v jeho vývoji k cestě šramany: Když byl můj otec Šákja zaměstnán, seděl jsem v chladivém stínu jambovníku. Daleko od žádostí, daleko od nespásných věcí dosáhl jsem prvního pohroužení (…) spočívajícího v radosti a štěstí (…). V důsledku této vzpomínky jsem věděl: Toto je skutečná cesta k probuzení.
Tak se ukázala alternativa askeze, jež vedla k rozhodnutí přerušit půst. Gautama se hned posílil rýží s mlékem, kterou vyhublému asketovi nabídla okolojdoucí Sudžátá, žena z blízké vesnice. Se znovu nabytými silami se po zbytek dne zabýval novým způsobem cvičení, který mu naznačila jeho vzpomínka.
Uvolněná nálada zážitku z mládí byla v rozporu s dosavadním utrpením půstu a zadržováním dechu. Gautama, který žil s ideologií, že současné utrpení vede k budoucímu štěstí, nejprve pochyboval o cestě, spojené s radostnými vjemy. Bál se šťastného pocitu, ale nakonec jej akceptoval, protože v něm byl daleko od žádostí a nespásných věcí.
Mezi Gautamovou praxí po dobu šesti asketických let a cestou, kterou ukazovala vzpomínka, byl podstatný rozdíl. Nauky o vysvobození vyžadovaly namáhavou změnu přítomných podmínek člověka potlačením přirozených funkcí jako dýchání a přijímání potravy, disciplínu těla nebo navození výjimečných psychických stavů. Gautamův zážitek z mládí se proti tomu vyznačoval tím, že se nic neměnilo, o nic se neusilovalo. Bylo to prodlévání v chladivém stínu jambovníku, tedy na příjemném místě, daleko od žádostí, to znamená ve stavu štěstí bez přání. Gautama seděl, spokojen s tím, co právě bylo. Vnímal to, nic víc si nepřál, nechtěl nic měnit na momentální skutečnosti. Člověk se soustředí zcela na bezprostřední situaci, omezí se na prosté pozorování existence sebe sama, svého sezení, dýchání, okamžitého myšlení a cítění. Gautama se podle své vzpomínky pokusil opět vnímat tímto způsobem bez přání. Při tom došlo k vnitřnímu prožitku, který popsal jako proces čtyř vnorů (dhján).

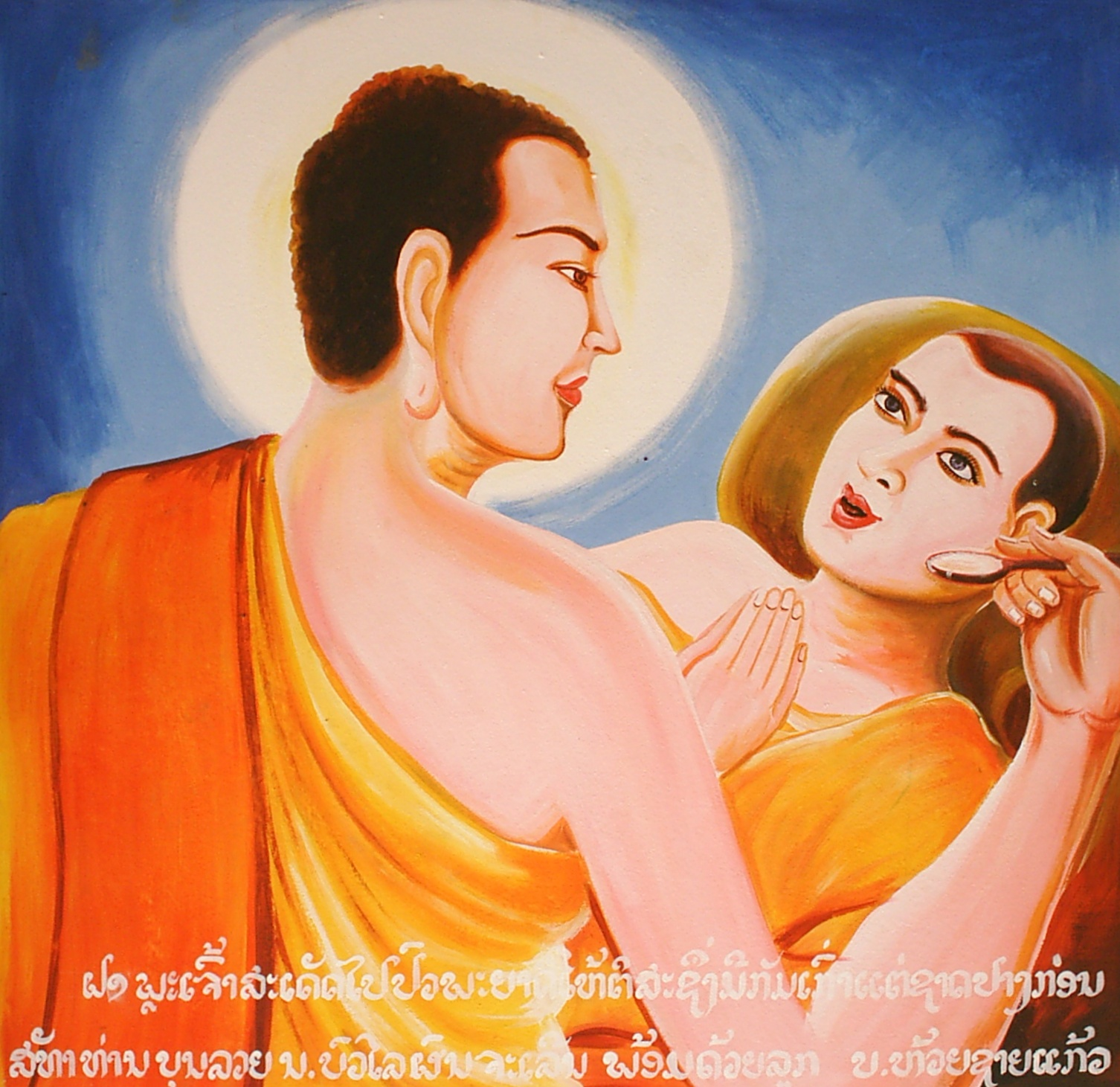
Buddha starající se o nemocného mnicha

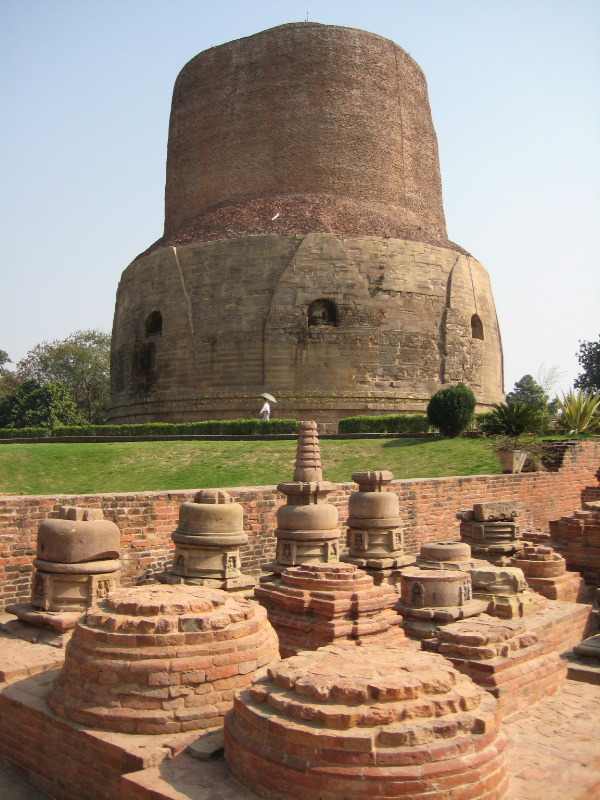
Stúpa v Sárnáthu, na místě, kde měl Buddha poprvé učit

První vnor, který odpovídal prožitku ze vzpomínky, byl stav bez žádosti, tedy bez přání změnit okamžik. Myšlenky se spojovaly s bezprostředním vnímáním: bylo-li předmětem vnímání dýchání, kroužily myšlenky okolo tohoto procesu a registrovaly jednotlivé nádechy a výdechy. Toto nenucené přijetí reflektování ve cvičení bylo nové. K asketické cestě patřilo zastavit vedle ostatních vnitřních funkcí také myšlení; Gautama uvádí o době svého hledání: Zatínal jsem zuby, tiskl jazyk na patro a zastavoval myšlení, potlačoval a dusil jsem jej. Pot se mi řinul s ramenou, jako by silný muž uchopil slabšího za hlavu a ramena. Na rozdíl od tohoto bolestivého postupu se v nové formě cvičení objevoval blažený tělesný pocit a radostné emoce.
Gautama pak zažil, jak se myšlení po nějaké době samo od sebe uklidnilo, když jej nechal v takovém tichém a soustředěném stavu. Dostavilo se vnitřní ztišení, nadále doprovázené pocitem štěstí a radosti. Toto označil jako druhý vnor.
Třetí vnor se vyznačuje vyrovnaností: setrvával v bdělosti k tomu, co se dělo. Nerušen myšlenkami nebo přáními, prostě vnímal. Radostné emoce při tom odezněly, zatímco tělesný pocit štěstí přetrvával.
Nakonec nechal za sebou také toto, aby ve čtvrtém vnoru zažil stav, který se vyznačoval pouze vyrovnaností a čistým bytím v přítomnosti: prostě vnímal, co je. Ani myšlenky, ani očekávání, ani zármutek, ani radost nekalily jeho vnímání okamžiku. Přes den se Gautama věnoval těmto pohroužením. Myšlení nebo pociťování štěstí, proti nimž jako asketa bojoval, aby se nevázal na svět a znovuzrození, se staly jeho motivujícími faktory. Postupně v průběhu pohroužení ztratily na významu a uvolnily místo soustředěnému stavu čistého pozorování. Večer si Gautama sedl se zkříženýma nohama pod strom a slíbil, že nevstane dřív, dokud nedosáhne vysvobození. Tu k němu ještě jednou přistoupil Mára, smrt. Na udivenou otázku, proč se jej Gautama nebojí, dostal odpověď, že díky dobrotivosti a jiným ctnostem, které Gautama praktikoval v minulém životě, je dnes statečný. Když Mára pochyboval a chtěl vědět, kdo by mohl tyto věci dosvědčit, řekl Gautama: Tato širá země ať je mým svědkem tím, že se zachvěje v šestkrát sedmi nárazech. Na to se zvedlo dunivé zemětřesení. Tato legenda vedla k častému zobrazování Gautamy v umění: Pravicí se sedě dotýká země, kterou tak volá za svědka. Tradice vyzvedla mytickou zprávu o triumfu nad Márou nad vyprávění o probuzení, protože vysvobození ze znovuzrozování znamená současně vítězství nad smrtí, která se jeví jako druhá stránka narození.
Čtvrtým vnorem získal Gautama schopnost být dokonale v přítomnosti, aniž by o to usiloval v myšlenkách nebo žádostech. Když nastala noc, soustředil se na výchozí bod všech nauk o vysvobození, na své zapletení do koloběhu znovuzrození a tak vyvolal probuzení. Tím, že nasměroval svou pozornost na zpřítomnění předešlých existencí, vstoupily postupně do jeho vědomí biografie minulých životů: Tam jsem žil v této rodině. To byl můj stav, povolání, štěstí a zármutek. To byla má smrt, a když jsem tam zemřel, zrodil jsem se opět zde. Nakonec si byl vědom statisíce předchozích životů a jeho vzpomínka sahala za počátek tohoto světa do dříve existujících světů. Viděl, že světy tak jako životy následují jeden za druhým v nekonečném zanikání a vznikání.

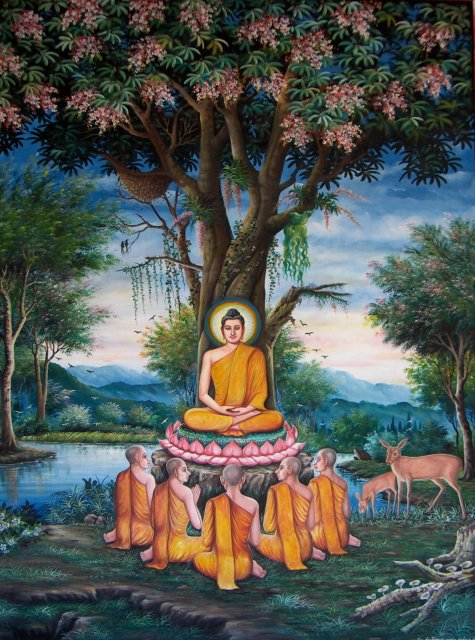
Buddhův první výklad dharmy, malba z thajského kláštera Wat Chedi Liem.

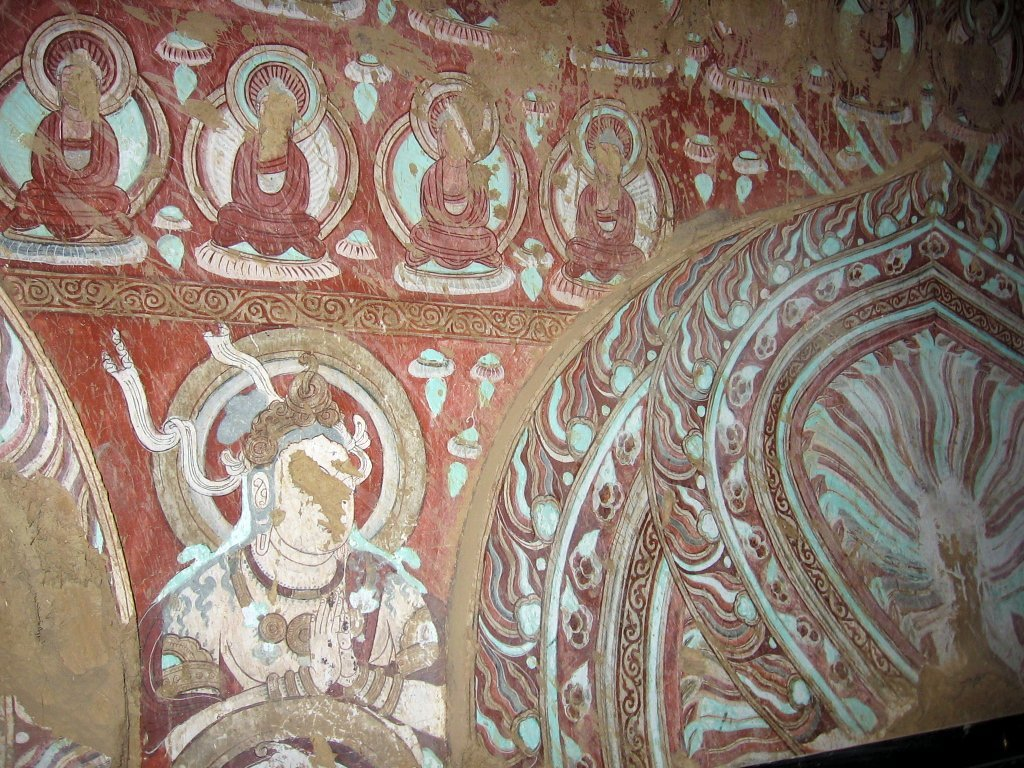
Zobrazení Buddhy na fresce ze střední Asie, pravděpodobně z 10. století

Pak se Gautama obrátil k zákonům znovuzrození. Pozoroval mizení a objevování bytostí, aby poznal, jak se bytosti, které v myšlenkách, slovech a činech jednaly špatně, (…) dostávají po smrti do dolního světa, zatímco těm, které konaly dobro, se dostalo příznivějšího znovuzrození. Gautama viděl, jak lidé svými činy (karmou) přispívají k průběhu vlastního osudu a podle toho jsou v koloběhu znovuzrozování podrobeni stálému vzestupu a sestupu. Nakonec Gautama namířil svou pozornost na vystoupení z koloběhu znovuzrození, na zničení zákalů, jak to označoval v džinistické terminologii. Džinisté vysvětlovali vztah trvalého džívy k pomíjivým tělům tak, že do džívy vtékají během tělesných skutků jemné materiální substance, které ho vážou k světu. Zničení těchto zákalů (ásrava) bylo proto osvobozením džívy ze znovuzrozování. Gautama se již vzdal úsilí zastavit vlivy potlačením činů. Překonal znovuzrození poznáním pravdy. Tradiční buddhistické texty hovoří o čtyřech ušlechtilých pravdách jako esenci Gautamovy nauky: Toto je strast, toto je vznik strasti, toto je zánik strasti, toto je stezka, vedoucí k zániku strasti. Idea, že bezprostřední a soustředěné pozorování věci odhalí skryté podmínky a principy, se stala základním názorem buddhismu. Když poznal život jako sled narození a smrti, zákony, které jsou jeho základem a východiskem, Gautama věděl: Koloběh znovuzrození je ukončen.
Nápadné na líčení probuzení je to, že zde nenalezneme ani slovo o osvobození džívy nebo átmana ze znovuzrozování. Neznamená to, že by byl Gautama objevil za pomíjivým světem něco trvalého. Právě pomíjivost tvořila obsah probuzení, proces znovuzrození, zanikání a vznikání světů. Ani čtyři ušlechtilé pravdy jako cesta ze znovuzrození a cíl nehovoří o nalezení něčeho trvalého, nýbrž o zániku strasti. Tak se zásadně lišila nejen cesta, kterou Gautama zvolil, nýbrž i její cíl od jiných indických učitelů vysvobození.
Po sedm dnů, které následovaly po probuzení, zvažoval Gautama, co prožil. Našel nový výklad znovuzrození, který odpovídal jeho nové zkušenosti: nikoli neproměnný džíva nebo átman putuje v různých tělech smrtí a zrozením, spíše proces bytí bez začátku a bez konce přináší stále nové tvary. To, co spojuje za sebou následující životy, není neměnná podstata, nýbrž nepřerušované plynutí, v němž vzniká jedna pomíjivá bytost za druhou. Vznik a zánik tvarů přitom není svévolný; uskutečňuje se podle zákonitosti, že kvalita přítomných činů (karma) formuje činy budoucího života. Tyto souvislosti shrnul Gautama v noci sedmého dne po probuzení do poučky o závislém vznikání, do svého vysvětlení procesu znovuzrozování, které se stalo jádrem filosofického učení buddhismu.

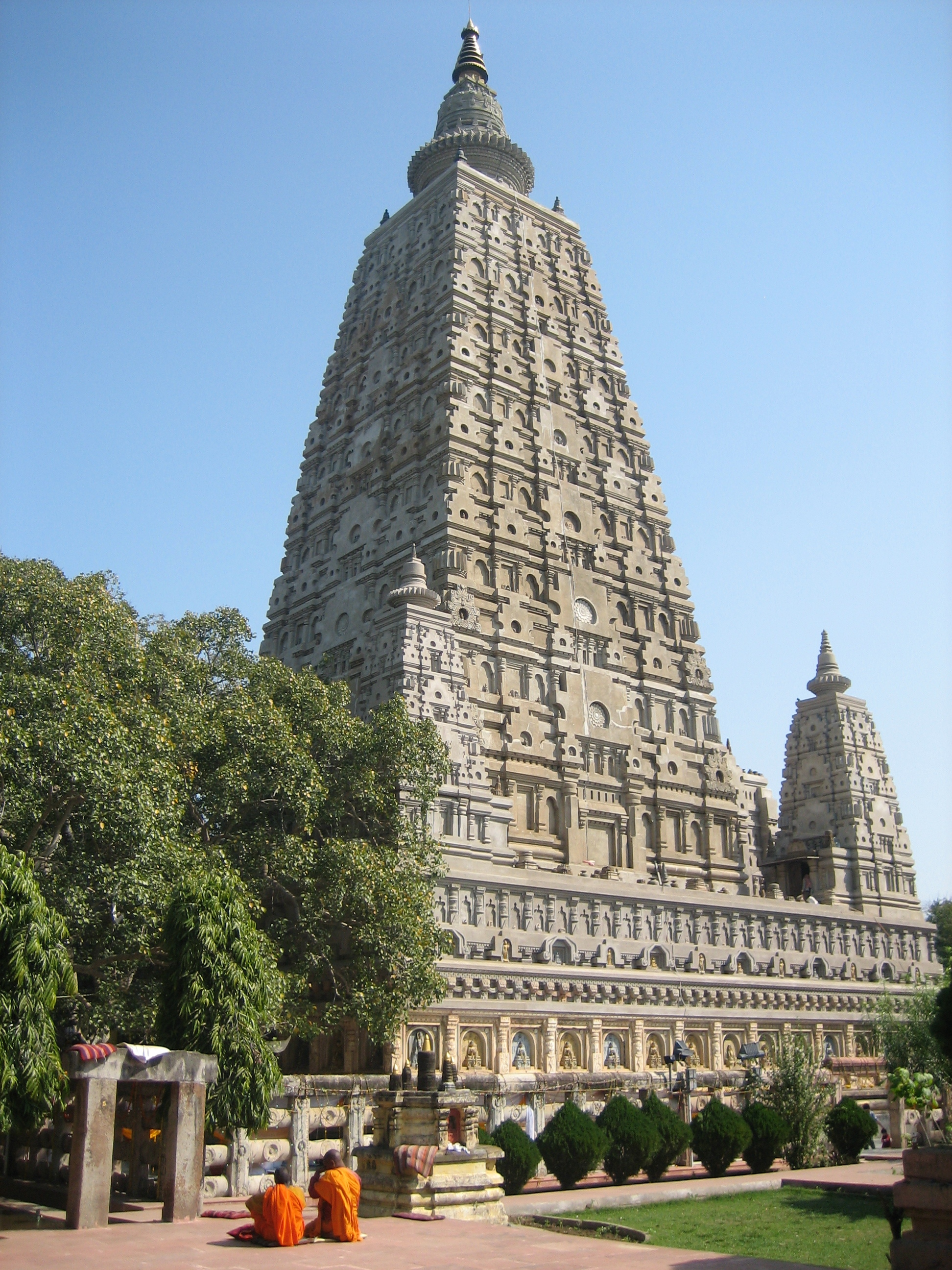
Chrám Mahábódhi v indické Bódhgaji, kde měl podle tradice Buddha Gautama dosáhnout probuzení.

Druhý týden po probuzení šel kolem bráhman. Gautama jej poučil o tom, co činí z člověka pravého bráhmana, totiž nikoliv narození v kastě, nýbrž překonání špatného v sobě. Zdá se, jako by tím chtěla tradice ve zprávě o probuzení nechat zaznít vůdčí myšlenku dalšího Gautamova působení: Neplatí výsada narození, nýbrž jen vlastní úsilí.
Třetí týden nepřetržitě pršelo. Gautama seděl v dešti a větru. Ale mýtus ukazuje, jak ruch světa nemůže Buddhu vyrušit: Mučalinda, král Nágů, přírodních duchů s hadí podobou, chránil Gautamu před přívalem vody. Oblíbeným prvkem buddhistického umění se stal motiv, jak král Nágů s korunou svých sedmi hlav zaštiťuje Gautamu.

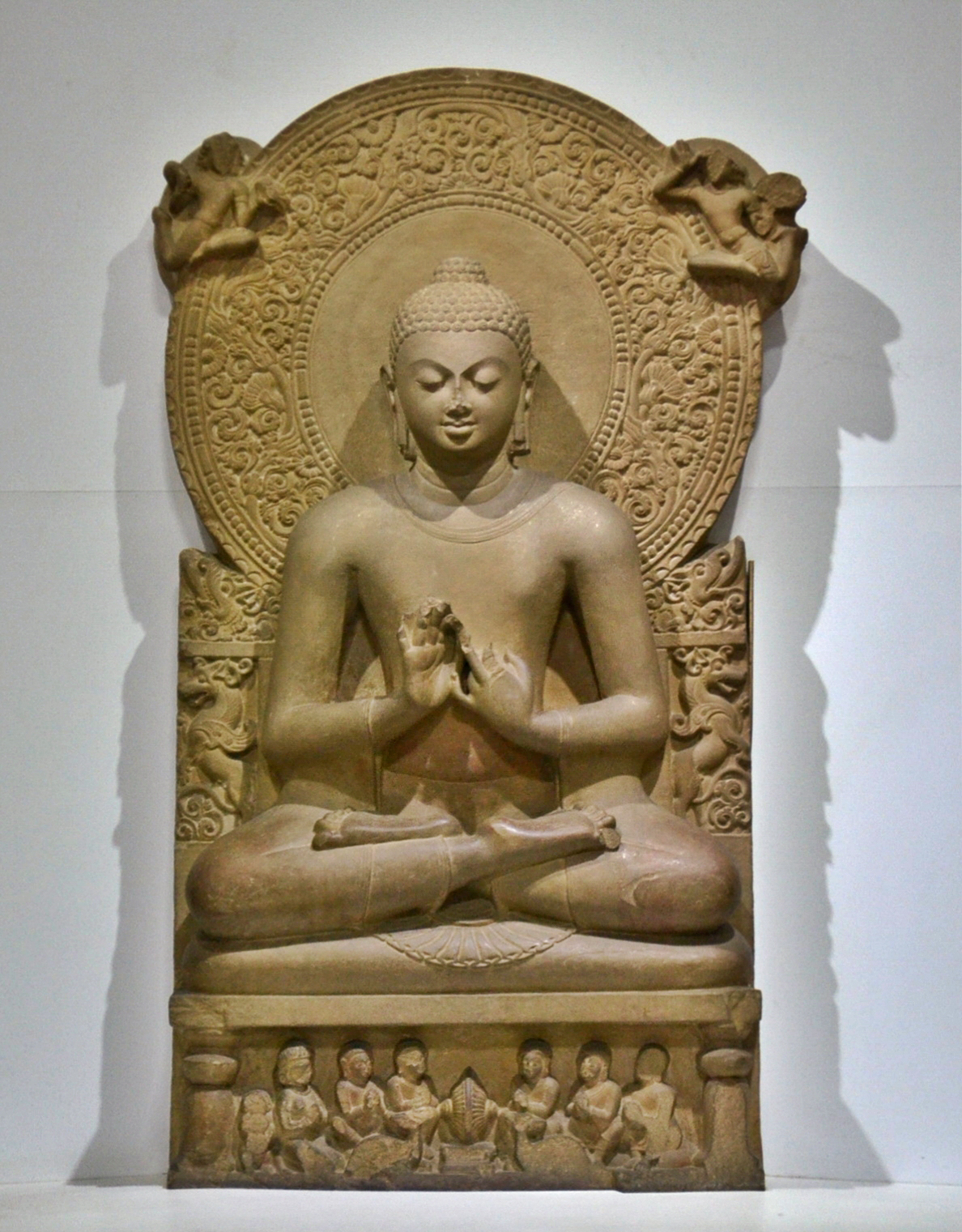
Socha učícího Buddhy, 4. století př. n. l., muzeum v Sárnáthu

Po bouřce přišla po cestě obchodní karavana. Dva obchodníci, Trápusa a Bhallika, nabídli Gautamovi své nejlepší jídlo, aby se posílil. Jeho osobnost na ně tak zapůsobila, že dříve než putovali dál se prohlásili spontánně za jeho žáky. Gautama až dosud nemyslel na to, že by své poznatky sdílel s jinými. Avšak setkání s obchodníky přineslo otázku, zda by měl objevené předávat dál. Pochyboval, zda by byly jeho zkušenosti srozumitelné ostatním: Kdybych hlásal nauku a nebyl bych pochopen, přineslo by mi to (nesmyslnou) námahu a vysílení. Brahmá Svajampati, mocný bůh, vnímal ve svém nebeském světě tyto myšlenky a zjevil se před Gautamou „s rychlostí, s jakou silný muž natáhne svou paži.“ V gestu hluboké úcty obnažil bůh rameno, poklekl a prosil Gautamu, aby zvěstoval svou nauku. I kdyby mělo být jen malé množství těch, kteří by porozuměli, měl by to učinit kvůli nim.
Tato epizoda dokumentuje Gautamův názor, že bohové jsou jen pomíjivé bytosti v koloběhu znovuzrození, i když jejich moc je větší a jejich život delší než moc a život člověka. Protože Buddha se dostal nad vznikání a zanikání, je uctíván jako „učitel bohů a lidí“. Gautama vyhověl prosbě boha výrokem: Brána nesmrtelného budiž otevřena, kdo má uši, slyš a důvěřuj!
Své poznatky chtěl sdělit nejprve bývalým učitelům Árádovi Kálámovi a Udrakovi Rámaputrovi, ale bohové jej zpravili, že oba již zemřeli. Rozhodl se tedy, že půjde do Benaresu, aby našel pět druhů, kteří ho před měsícem opustili. Na cestě jej potkal Upaga, asketický šramana, který se ohromeně zeptal: „Tvé rysy září jasným klidem. (…) Kdo byl tvůj mistr, jehož nauku následuješ?“ Když Gautama odpověděl, že on sám našel cestu k probuzení a nikdo na Zemi a mezi bohy se mu nevyrovná, bylo to pro asketu zřejmě příliš. Potřásl hlavou a šel svou cestou. Epizoda poukazuje na neporozumění, na které musely Gautamovy nové poznatky narazit v kruzích tradičních šramanů.
V Gazelím parku Isipataně, dnes Sárnáth, u Benaresu, našel svých pět bývalých druhů. Když ho z dálky viděli, domluvili se, že Gautamu, který se přestal postit, nijak úctyhodně nepřivítají. Ale když přišel blíž, nabídli mu přece jen místo k sezení a vodu. Sled slov, která k nim promluvil, slouží buddhistickému podání jako základ tradice. Gautama vycházel ze společné minulosti, aby objasnil, že předtím praktikovaná askeze byla stejně extrémní jako život pro požitky, který šramana opustil. Gautama vysvětlil svým posluchačům střední cestu ve formě ušlechtilé osmidílné stezky, praxe, která obsahuje všechny oblasti života a zahrnuje prvky pochopení, myšlení, řeč, jednání, život, snažení, bdělost, soustředění. Tuto stezku označil za čtvrtou z ušlechtilých pravd, kterou nalezl v poslední fázi probuzení. První pravda popisuje existenciální situaci člověka: zrození, stárnutí, nemoc, umírání jsou utrpení; zármutek, nářek, bolest, nespokojenost a neklid jsou utrpení; spojení s nemilým, oddělení od milého jsou utrpení (…). Druhá pravda se táže po vzniku utrpení: Je to ona žízeň, jež vede k novému zrození, provázena potěšením a chtíčem, tu a tam se z něčeho těšící, totiž žízeň po smyslové radosti, žízeň po životě (…). Toto je (třetí) ušlechtilá pravda o zániku utrpení: Je to zánik žízně jejím dokonalým zničením. To se uskuteční pomocí osmidílné stezky.
Po ukončení Gautamova prvního přednesu (dharmačakrapavatana sútra – sútra o roztočení kola nauky) jeho bývalým pěti společníkům dosáhl Kaundija prvního stupně probuzení, později ho následovali i ostatní čtyři asketi. Stali se tak základem mnišského společenství (sanghy). Vznešené učení bylo předáno, roztočilo se kolo (čakra) nauky (dharma).

### Učitel bohů a lidí

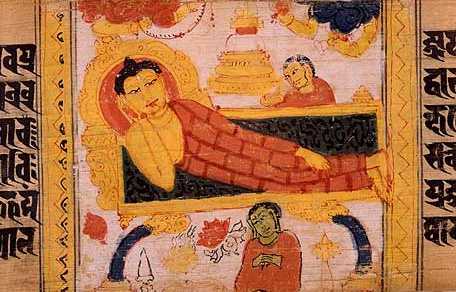
Buddha vstupuje do parinirvány na rukopisu z palmového listu z indické Nálandy

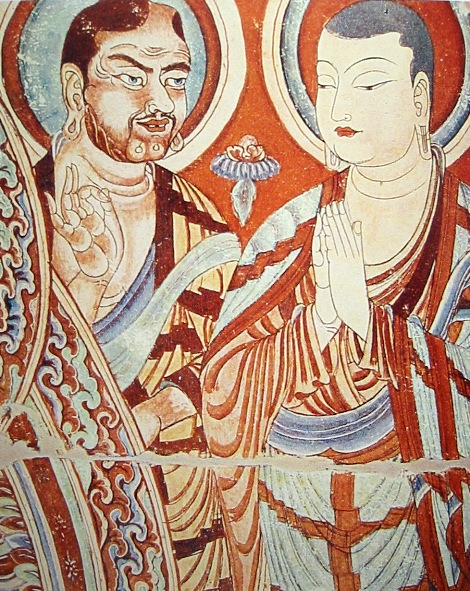
Freska z 9. století ze střední Asie zobrazující dva buddhistické mnichy

V prvních týdnech po probuzení se sotva dalo tušit, že z malé družiny šramany Gautamy v Gazelím parku Isipataně vzejde hnutí se světovým ohlasem. Ale příběhy vyprávějí, jak Gautama získal Trápusu, Bhalliku a pět šramanů a co bylo typické pro budoucí úspěchy: jeho učitelská činnost a vynikající argumentování k němu přiváděly další stoupence. Stěží se najde téma, kterého by se Gautama za 45 let mezi probuzením a svou smrtí nedotkl. Šramani v bezdomoví jej viděli především jako učitele vysvobození, který svými pokyny ke cvičení pohroužení ukazoval východisko z koloběhu znovuzrození. Ale tím se jeho působení nevyčerpalo. Sloužil lidem všech vrstev jako rádce, který se zabýval všemi myslitelnými tématy od povinností vladaře přes zákonitosti světových dějin až po chování v manželství a rodině, od správného zacházení s majetkem přes světy bohů až po čištění zubů.
Gautamovo putování a vykládání jeho nauky, jež trvalo dlouhá desetiletí, nezůstalo bez následků na jeho zdraví. V osmdesátém roce života byla nastupující slabost stále více patrná. Po jídle u svého stoupence, kováře Čundy, Gautama těžce onemocněl. Silné bolesti snášel s jasným vědomím a nenechal jimi ovlivnit svou mysl. V háji u Kušinagarí si Gautama nechal zřídit místo, kde chtěl zemřít a lehl si „s jasným vědomím na pravý bok, podoben lvu, s jednou nohou přes druhou.“ Gautamův přítel Ánanda byl hluboce sklíčený a plakal. Gautama ho však těšil těmito slovy: Ánando, nebuď smutný, nenaříkej, již dříve jsem přece řekl, že vše, co je člověku drahé a milé, musí zaniknout, musí ustat, nemůže přetrvat na věky. Jak by se mohlo stát, že by se to, co vzniklo, co povstalo, nerozpadlo? To není možné.
Po Gautamově smrti bylo jeho tělo spáleno na hranici a po spálení mrtvoly došlo ke sporu mezi delegacemi různých států, které mezitím dorazily. Každá z nich vznesla nárok na relikvie v popelu, aby pro ně postavila pomník. Jeden z přítomných bráhmanů, Dróna, mínil, že není správné přít se o kosti muže, který učil mírumilovnosti. Nakonec bylo rozhodnuto relikvie rozdělit a zřídit náhrobky (stúpy) na Gautamovu památku v různých krajích.

## Buddhistické příběhy

### Princ Siddhárta
V dávných dobách, kdy Buddhova matka Mája čekala dítě bylo zvykem, že žena šla porodit do domu svých rodičů. Cesta byla dlouhá a tak královské služebnictvo zastavilo u hustého lesa, protože Mája měla porodní bolesti. Došla ke stromu a situace se začala nekontrolovatelně rozvíjet. Mája začala rodit a říká se, že strom, který plně chápal vážnost situace se k ní sklonil, aby jí podpíral. Jakmile královna porodila, přešly všechny bolesti, dítě začalo okamžitě chodit a údajně v jeho šlépějích vyrostly lotosové květy (Lotosový květ, je symbolem čistoty či očisty, i když má kořeny v bahně). Jakmile se o tom dozvěděl Buddhův otec Šuddhodána, vymyslel mu jméno Siddhártha, což v páli znamená „Ten, který došel ke svému cíli“. Šuddhodána svolal hostinu, aby prince Siddhárthu (v tuto chvíli ještě nebyl Buddhou = probuzeným/osvíceným) představil lidu. Všechny však překvapila návštěva slavného poustevníka, duchovního učitele, kterého většina lidu znala jako svatého muže. Ten řekl: „Bude dobrým a známým panovníkem, který ovládne celý svět. Ale lépe udělá, pokud se stane duchovním učitelem, ovládne většinu světa svými myšlenkami a učením“. Poté se svatý muž rozplakal. Mája se ho ptala: „Proč pláčeš, svatý muži?“ On odpověděl: „Protože se nikdy nenaučím jeho učení“. Poté se král naštval, řekl, že Siddhártha bude jeho nástupcem, a duchovním učitelem se může stát až ve stáří. Jednoho dne však Buddha při královském průvodu zahlédl starce a svého služebníka (Čchano) se zeptal: „Kdo jsou ti lidé?“ Čchano odpověděl: „To je stáří můj pane, stáří ničí paměť, zrak i zdraví.“ Buddha vyskočil, rozběhl se za nimi a Čchano říkal: „Ne, můj pane, prosím ne, tam nemůžete“. V tuto chvíli Siddhártha poprvé poznal utrpení. Do té doby byl pouze pod ochranou svého otce, který mu nechal postavit tři paláce, Zimní, Letní a na období dešťů. Siddhártha ve vesnici plné starců viděl nemoc i smrt. Poté začal hledat utrpení, jednoho dne, kdy nad celým královstvím Šákjů byla tma a mlha, se Siddhártha rozhodl, že se vypraví hledat osvícení. Došel do hustého lesa, kde objevil několik asketů. Prvního dne začalo pršet a jeden had (pravděpodobně kobra) se podle legendy doplazil za Siddhárthou a zakryl mu hlavu. Asketové to nechápali a prohlásili ho za svého duchovního učitele. Jednou se princ procházel po břehu řeky a na lodi plul muzikant se svým žákem a říkal: „Když tu strunu utáhneš moc, praskne, když ji utáhneš málo, nepůjde ti hrát na nástroj.“. Díky této větě Siddhártha pochopil, jak najít osvícení. Hned dalšího dne se umyl a napil vody z řeky, když šla kolem vesnická dívka a nabídla mu svou misku s rýží. Princ ji přijmul, najedl se, ale stále opakoval muzikantovu větu a pak se rozhodl. Položil misku do řeky a vyslovil: „Pokud mám dosáhnout osvícení, nechť tato mísa pluje proti proudu“, ale k jeho překvapení mísa opravdu plula proti proudu. Zahlédli ho asketové a řekli mu: „Zradil jsi nás! Už se od tebe nemáme co naučit!“. Siddhártha řekl: „Cesta k osvícení vede jinudy! Je to střední cesta, spojnice všech protikladných extrémů“. Buddha začal hledat osvícení, až došel ke stromu Bódhi (či Bódgi) blízko vesnice Bódgaja, která se brzy stala jeho domovem. Tam začal meditovat a dodržovat základní tělesné potřeby (jídlo, pití, hygiena, pohyb, spánek...), až jednou jeden ze zlých vládců vyslal svých 5 dcer, aby se Siddhártovi představily a svedly ho. To se jim však nepovedlo a najednou princ uviděl, jak se jeho odraz v louži zvedá a podával si se svým odrazem ruku. Nyní se stal Buddhou.

## Buddha v jiných náboženstvích

### Hinduismus

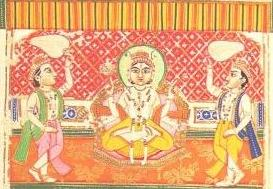
Buddha představený jako devátý avatár boha Višnua

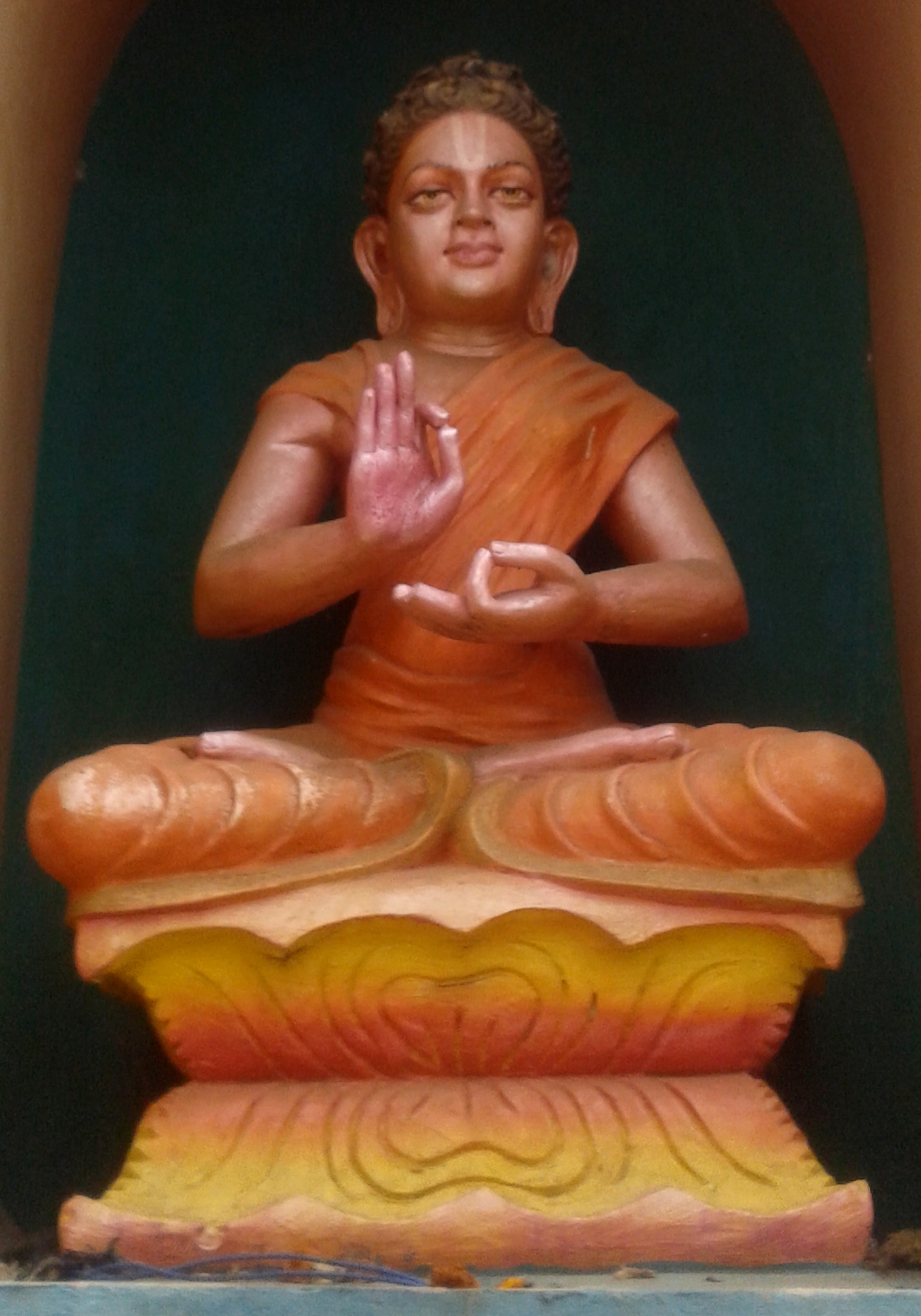
Socha Buddhy v hinduistickém chrámu, Dwaraka Tirumala ve státě Ándhrapradéš, Indie

Podle Bhágavata purány 1.3.24 (Šrímad-Bhágavatam) je Buddha devátým avatárem Višnua, který chtěl odvrátit indický lid od tehdy velice oblíbených zvířecích obětí. Z toho důvodu učil o neubližování (ahimsa) živým tvorům (tento princip je znám již z upanišad). Totožnost tohoto Buddhy se Siddhárthou Gautamou je sporná. Pravděpodobnější je, že se jedná o Buddhu z některé z předchozích jug. Tato purána (2.7.37) uvádí ještě jednoho, dřívějšího Buddhu. Avatárů je podle ní (1.3.26) nekonečné množství a obdobné pojetí nekonečně mnoha Buddhů je známo z mahájány. Také mahájánová ikonografie je blízká védské (např. lotos, na kterém Buddhové sedí a který představuje jeho Šakti, viz mantra óm mani padmé húm). V Nepálu jsou ikonografie obou tradic téměř totožné.
Podobnost popisů Buddhy v buddhistických textech a Krišny v Bhagavadgítě neušla pozornosti učenců. K.N. Upadhyaya píše ve studii „The impact of the bhakti movement on the development of Mahayana Buddhism“: „Udivující svojí podobností s Bhagavadgítou, samotná podoba a atmosféra, v níž se Buddha zjevuje v Sad dharma Pundaríce, je úžasně nadpřirozená. Tak jako kosmická podoba Krišny v Bhagavad-gítě je popisován jako ten, který vydává blyštivou záři oslňující nesmírný prostor od pekla po 18 000 oblastí Buddhů.“
Mnozí buddhisté, zvláště théravádoví, nepovažují Buddhu za Boha nebo vtělení nějakého božstva. Tento přístup hinduismu se někdy vykládá jako snaha absorbovat buddhismus, který získal v Indii významné postavení. Dašaratha džátaka však ztotožňuje Buddhu s Rámou, sedmým avatárem Višnua.
Úpadek buddhismu v Indii není přisuzován tomuto zahrnutí Buddhy mezi náboženské postavy hinduismu, ale šíření neduální védantové filosofie, která se mohla postavit jemné a propracované filosofii buddhismu.

### Islám
Někteří muslimové věří, že Siddhártha Gautama je stejná osoba, která je popisována v Koránu jako Dhul-Kifl, že tedy Gautama byl prorokem islámu. Význam slova Dhul-Kifl je nejasný, ale podle tohoto názoru je možné jeho význam vyložit jako muž z Kifl. Kifl je přepis arabské výslovnosti slova Kapilavastu, což je město, kde Gautama žil do svých 29 let. Avšak převládajícím názorem je, že Dhul-Kifl byla osoba odlišná od Siddhárthy Gautamy a že se vůbec nejednalo o proroka, nebo Dhul-Kifl byl prorok v Bibli nazývaný jako Ezechiel.

### Křesťanství
Na základě legendy o životě Siddhárthy Gautamy vznikl příběh o legendárním křesťanském světci Josafatovi (lantinsky Iosaphatus). Spojení mezi příběhem svatého Josafata a Siddhárthy Gautamy vysledoval profesor srovnávací religionistiky Wilfred Cantwell Smith a tento původ uvádí i Francis Mershman v Katolické encyklopedii z roku 1913.